# Nanoschema elaeocarpi
Nanoschema elaeocarpi är en svampart som beskrevs av B. Sutton 1980. Nanoschema elaeocarpi ingår i släktet Nanoschema, divisionen sporsäcksvampar och riket svampar.   Inga underarter finns listade i Catalogue of Life.